# Andreas Bunte

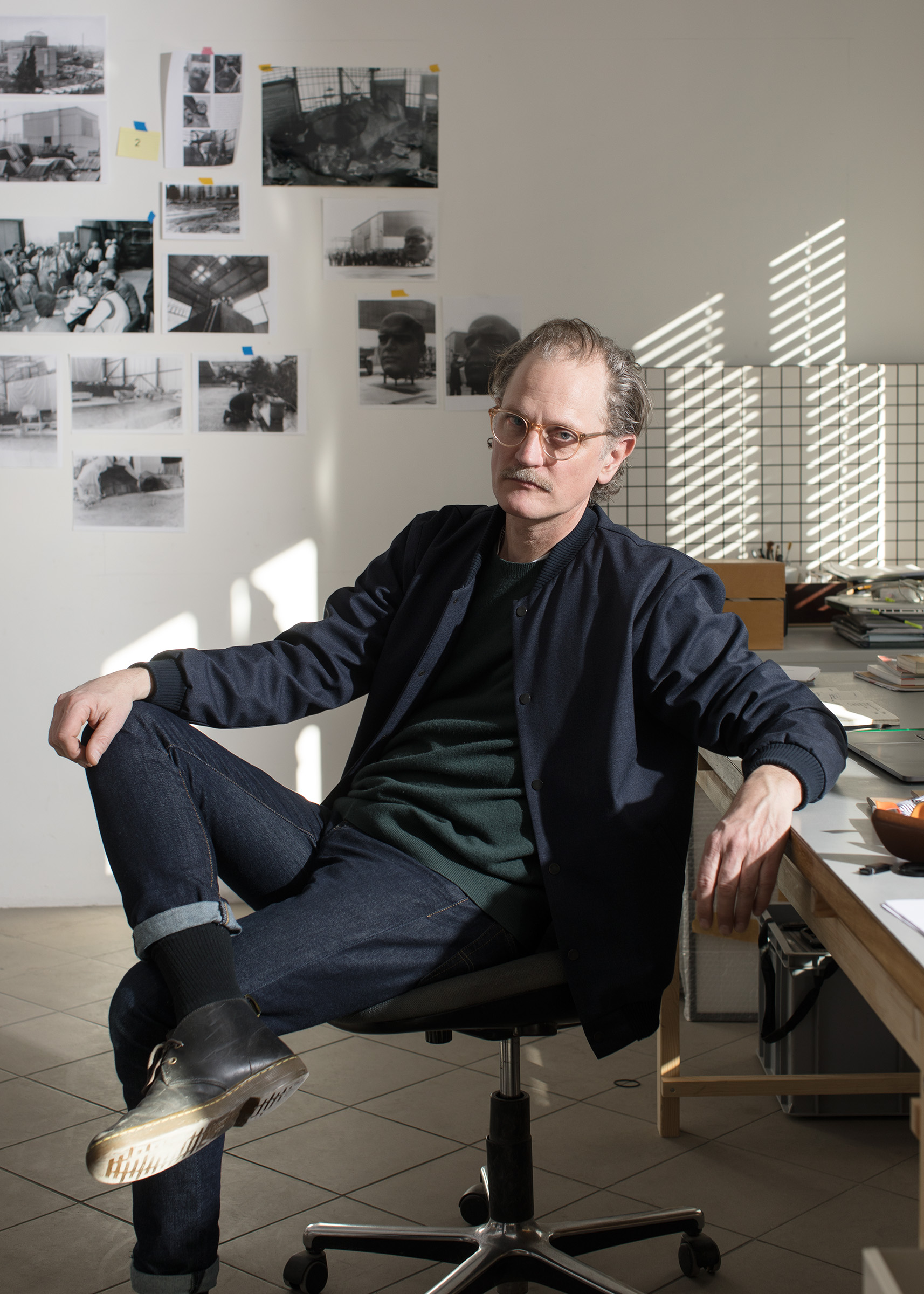
Andreas Bunte fotografiert von Oliver Mark, Berlin 2022

Andreas Bunte (* 1970 in Mettmann) ist ein deutscher Filmemacher und Installationskünstler, der in Berlin lebt.

## Leben und Werk
Andreas Bunte studierte zunächst „Freie Kunst“ an der Kunsthochschule Kassel und anschließend von 1993 bis 1998 an der Kunstakademie Düsseldorf. 1999 war Bunte Villa-Romana-Preisträger.
Die filmischen Werke von Andreas Bunte beschäftigen sich mit so unterschiedlichen Themen wie Landschaftsgärten, dem elektrischen Licht, der Züchtung künstlicher Diamanten, dem deutschen Terrorismus der 1970er Jahre oder rheinischen Kirchenbauten der Nachkriegszeit. In seinen Installationen und Filmen geht er der Frage nach, wie das Zusammenwirken von Architektur, Technologie und menschlichem Körper unterschiedliche physische und geistige Räume produziert.
Buntes Schwarzweißfilme basieren zum einen auf Videotechnik und wirken zum anderen von dem frühen Experimental- oder Amateurfilm inspiriert. Teil seiner filmischen Raumkompositionen sind ebenfalls Foto- und Materialcollagen, die in ihrer Formensprache durch ihre wissenschaftliche wie künstlerische Inszenierung an klassisch museale Präsentationsmuster erinnern.
Für das Kunstprojekt Vor Ort (2014) hat Bunte eine Serie von Kurzfilmen produziert, die mittels QR-Codes auf gestalteten Plakaten im Sennestädter Stadtraum über Smartphones oder Tabletcomputer angesehen werden konnten.

## Ausstellungen (Auswahl)

### Einzelausstellungen
- 2006: Die letzten Tage der Gegenwart, Galerie Ben Kaufmann, Berlin
- 2007: Das Unsichtbare ist weder dunkel noch geheimnisvoll, es ist transparent (mit Nick Laessing), Galerie Jacky Strenz, Frankfurt/Main
- 2009: Andreas Bunte Bielefelder Kunstverein, Bielefeld
- 2009: Künstliche Paradiese, Galerie Ben Kaufmann, Berlin
- 2008: Der Garten des M. Leretnac, Open Space, Art Cologne, Köln
- 2012: World at the threshold, ARGE Kunst, Bozen
- 2012: Analogue Stories (mit Melvin Moti), Fotogalleriet, Oslo (NO)
- 2014: Andreas Bunte, Lettuce Partially Emerging from a Shopping Bag Kunsthalle Lingen, Lingen
- 2014: Lettuce partially emerging from a shopping bag, Republic Gallery, Vancouver (CA)
- 2014: Two Films about Pressure, Or Gallery, Vancouver (CA)
- 2014: Norma (mit Eva Berendes), Ancient & Modern, London (UK)
- 2014: Welt vor der Schwelle, INCA Institute, Seattle (US)
- 2015: Welt vor der Schwelle, Kunstverein Hildesheim, Hildesheim
- 2015: The Passing of a Grain of Sand through a Sieve, Kunstnerneshus, Oslo (NO)
- 2016: Erosion, Simon Fraser University Gallery, Vancouver

### Gruppenausstellungen
- 2000: Das fünfte Element, Geld oder Kunst Kunsthalle Düsseldorf, Düsseldorf
- 2008: Wessen Geschichte, Kunstverein in Hamburg, Hamburg
- 2008: VideoKoop, kuratiert von Julia Stoscheck, KIT, Düsseldorf
- 2008: Zeitblick, Ankäufe aus der Sammlung Zeitgenössischer Kunst der Bundesrepublik Deutschland 1998–2008, Martin-Gropius-Bau, Berlin
- 2008: After October, Elisabeth Dee Gallery, New York
- 2009: crotla presents Lothringer13, München
- 2009: Hidden in Remembrance is the Silent Memory of our Future, 4th Biennial of Moving Image, Mechelen
- 2009: Report on Probability, Kunsthalle Basel, Basel
- 2009: Green light, Laura Bartlett Gallery, London
- 2009: After October, Gallery TPW, Toronto
- 2009: A letter Concerning Enthusiasm, ARGE Kunst Bozen
- 2009: Reading the city, kuratiert von Yilmaz Dziewior u. Andrea Nollert, ev+a Limerick
- 2010: End Note, Tanya Leighton Gallery, Berlin
- 2010: Fischgrätenmelkstand, kuratiert von John Bock, Temporäre Kunsthalle, Berlin
- 2010: I remain silent, Galerie Krinzinger, Wien
- 2011: Bird’s Eye View Of..., Palais des Beaux-Arts, Charleroi
- 2013: Old School, Anachronismus in der zeitgenössischen Kunst Kunsthalle zu Kiel, Kiel
- 2013: Anguish&Enthusiasm, Cornerhouse, Manchester
- 2013: Conversations électriques, Le Panacée, Montpellier
- 2014: Beyond Architecture, Kunstverein Aachen, Aachen
- 2014: Vor Ort, Ausstellung im öffentlichen Raum kuratiert von Thomas Thiel, Sennestadt
- 2015: Bild und Anpassung, Kunstverein Waldkraiburg
- 2016: Beton, Kunsthalle Wien, Wien
- 2016: In Time (The Rhythm of the Workshop), Museum of Art & Design, New York
- 2016: Traversing the Phantasm – 11th Forum Expanded, Akademie der Künste, Berlin
- 2017: Ever elusive, Transmediale, curated by Florian Wüst, Berlin
- 2017: Skulptur.Projekte, Münster (Westfalen)
- 2018: A Visibility Matrix, Douglas Hyde Gallery in Dublin, Dublin
- 2018: (Anti)thesis of Architecture, Zarya Center for Contemporary Art, Vladivostok
- 2018: Thick Space, Ruhr-Universität Bochum